# Lhotka (district de Žďár nad Sázavou)
Pour les articles homonymes, voir Lhotka.
Lhotka (en allemand : Lhotka) est une commune du district de Žďár nad Sázavou, dans la région de Vysočina, en République tchèque. Sa population s'élevait à 228 habitants en 2020.

## Géographie
Lhotka se trouve à 5 km au nord-est de Žďár nad Sázavou, à 36 km au nord-est de Jihlava à 127 km au sud-est de Prague.
La commune est limitée par Sklené au nord, par Vlachovice au nord-est, par Nové Město na Moravě et Radňovice à l'est, par Nové Město na Moravě et Žďár nad Sázavou au sud, et par Vysoké et Počítky à l'ouest.

## Histoire
La première mention écrite de la localité date de 1407.

## Transports
Par la route, Lhotka se trouve à 6,5 km du centre de Žďár nad Sázavou, à 44 km de Jihlava et à 163 km de Prague.